# Marija Judina
Marija Veniaminovna Judina (ryska: Мари́я Вениами́новна Ю́дина, engelska: Maria Yudina), född 1899, död 1970, var en framstående rysk pianist och kulturpersonlighet. 
Judina föddes i Nevel i guvernementet Vitebsk och studerade vid Petrograds konservatorium. Bland hennes studiekamrater fanns Dmitrij Sjostakovitj och Vladimir Sofronitskij. Även om hon var mest känd för sina tolkningar av Bach och Beethoven var hon också en ivrig förkämpe för den samtida musiken inklusive verk av hennes gode vän Sjostakovitj.
Judina var öppet kritisk till den styrande kommunistregimen i Sovjetunionen vilket flera gånger ledde till att hon avstängdes från att undervisa eller förhindrades från att framträda vid konserter. Hon har även ansetts som en av de mer framträdande ryska kristna tänkarna under 1900-talet. Till hennes vänner hörde filosofen Pavel Florenskij.
Efter sin examen fortsatte hon att undervisa vid Petrograds konservatorium fram till 1930 då hon avskedades till följd av sin religiösa övertygelse och sin uttalade kritik av sovjetledningen. Efter några år av arbetslöshet inbjöds hon att undervisa vid Tbilisis statliga konservatorium 1932–1933. 1936 inbjöds hon emellertid att undervisa i pianospel vid Moskvakonservatoriet och där blev hon kvar till 1951. Mellan 1944 och 1960 undervisade hon också vid Gnessininstitutet i ensemblespel och sång innan hon avskedades därifrån till följd av sin religiösa övertygelse och sitt engagemang för modern västerländsk musik. Hon fortsatte att framträda vid konserter men dessa fick under vissa tider inte spelas in. Efter en incident då hon läste upp lyrik av Boris Pasternak som inledning blev hon belagd med ett längre förbud att framträda vid konserter. Efter att tiden för detta förbud gått ut 1966 gav hon en serie med kurser om romantikens interpretation vid Moskvas konservatorium. Hon avled i Moskva 1970.
Trots sin kritiska inställning till Sovjetsystemet var hon Josef Stalins favoritpianist. En kväll 1943 hörde Stalin en radioutsändning där hon framförde Mozarts Pianokonsert nr. 23 och önskade sig den skivan. Eftersom det var en direktsänd radioutsändning fanns det inget material bevarat så man samlade ihop en liten orkester och tillsammans med Judina rekonstruerade man utsändningen under natten och spelade in den på en skiva som pressades i ett exemplar och gavs till honom. Inspelningen finns bevarad och har utgivits på CD och finns tillgänglig för avlyssning på denna referens. Det har sagts att tårar syntes i Stalins ögon redan efter att han hört de första takterna av denna inspelning. Trots uppskattningen från Stalin förblev Judina en kompromisslös kritiker till Stalinsystemet och dess terror. Hon belönades med Stalinpriset och skänkte då de ekonomiska belopp som hörde till det till den ortodoxa kyrkan till oupphörliga förböner för Stalins synder.  
Judinas pianospel kännetecknades av stor virtuosistet, kraftfullhet och intellektuell noggrannhet. Samtidigt kunde hon även där vara mycket okonventionell. Svjatoslav Richter beskriver henne på detta sätt: 
| ”     | Hon var otroligt begåvad och en ivrig förespråkare för musik från sin egen tid. Hon framförde Stravinskij som hon beundrade djupt, liksom Hindemith, Krenek och Bartok vid en tid då dessa inte bara var okända i Sovjetunionen utan aktivt förbjudna där. När hon framförde romantisk musik gjorde det ett starkt intryck även om hon inte spelade det som stod i noterna. Liszts Weinen und Klagen var mycket imponerande men Schuberts h-moll sonat var exakt tvärtom som den skulle vara, dessutom kommer jag ihåg ett framförande av Chopins andra pianosonat som var så heroiskt att det inte längre lät som piano utan snarare som trumpet. Det var inte längre fråga om Schubert eller Chopin, detta var Judina. | „ |
| [ 7 ] | |   |

### Fotnoter
1. ↑  Bibliothèque nationale de France, BnF Catalogue général : öppen dataplattform, id-nummer i Frankrikes nationalbiblioteks katalog: 139013602, läst: 10 oktober 2015.[källa från Wikidata]
2. ↑  SNAC, SNAC Ark-ID: w6k19661, läs online, läst: 9 oktober 2017.[källa från Wikidata]
3. ↑  Discogs, Discogs artist-ID: 1582159, läst: 9 oktober 2017.[källa från Wikidata]
4. ↑  FemBios databas, FemBio-ID: 14917, läst: 9 oktober 2017.[källa från Wikidata]
5. ↑  Tjeckiska nationalbibliotekets databas, NKC-ID: js20020805596, läst: 9 juli 2023.[källa från Wikidata]
6. ↑  ”Maria Yudina - Official Website”. Arkiverad från originalet den 15 maj 2010. https://web.archive.org/web/20100515203357/http://mariayudina.com/. Läst 21 september 2022.
7. ↑  Monsaigenon. B. (2001) Sviatoslav Richter Notebooks and conversations pp 48-52.